# Alsace-Lorraine
Alsace-Lorraine (tysk:Elsass-Lothringen) er en historisk region i det østlige Frankrig, der består af provinserne Alsace og Lorraine, som i dag udgør Alsace-Moselle. I 1905 havde området en befolkning på 1.815.000 og et areal på 14.522 km ².
Op gennem historien har de to provinser været skiftevis tyske og franske. Lorraine var en del af det tysk-romerske rige i omkring 1.000, frem til 1648, hvor det blev afstået til Frankrig ved Den westfalske fred. Efter den fransk-preussiske krig i 1871, som Frankrig tabte, blev Alsace og Lorraine afstået til det nye Tyske kejserrige. Grunden var, at størstedelen af befolkningen var tysktalende. Frankrigs ønske om at generobre de tabte provinser var drivkraften bag fransk udenrigspolitik frem til 1. verdenskrig og førte til etableringen af de alliancer, som skulle isolere Tyskland. Provinserne blev franske efter krigen, var igen tyske 1940-1945, for så siden 1945 at have været franske. Både den tyske og den franske stat har i tidens løb forsøgt at undertrykke det andet sprog.
I det tyske kejserrige 1871-1918 udgjorde området et selvstændigt rigsområde, som havde en høj grad af selvbestemmelse på linje med andre tyske delstater. Eksempelvis havde området eget parlament og egne love. Da området igen blev overdraget til Frankrig (som er en centralt regeret stat, ikke en føderation) forsvandt en stor del af selvstændigheden, om end der stadig er love, som er anderledes i Alsace-Moselle end i resten af Frankrig.
I Alsace og Lorraine tales, foruden fransk og tysk, et særligt blandingssprog. Det er baseret på tysk, men har mange franske låneord. Det er almindeligt at give børn et dobbeltnavn med både tyske og franske navne.
Den franske regering iværksatte efter 2. verdenskrig en kampagne, som havde til mål at undertrykke det tyske sprog sammen med de lokale øvre- og mellemtyske dialekter elsässisch, moselfränkisch, lothringisch og letzeburgsk. Disse sprog var i efterkrigsårene forbudt at benytte i det offentlige liv (by- og vejnavne, offentlig administration og uddannelsessystem). På grund af den franske regerings uddrivelse dengang er fransk i dag det dominerende i sprog og kultur. Frankrig er desuden et af de eneste lande i Europa, der ikke har tilsluttet sig Rammekonventionen for Beskyttelse af Nationale Mindretal.